# Ozyptila conspurcata
Ozyptila conspurcata là một loài nhện trong họ Thomisidae.
Loài này thuộc chi Ozyptila. Ozyptila conspurcata được Tord Tamerlan Teodor Thorell miêu tả năm 1877.